# Theodor I. von Rostow

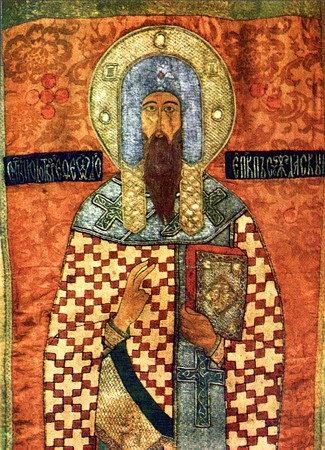
Theodor von Rostow

Theodor I. war der erste oder zweite Bischof von Rostow um 992 und vor 1010. Er wird in der Russisch-Orthodoxen Kirche als Heiliger verehrt. Sein Gedenktag ist der 8. Juni.
Theodor kam wahrscheinlich aus dem Byzantinischen Reich.
Um 990 oder 992 war er Bischof von Rostow.
Theodor wurde bald danach von der einheimischen „heidnischen“ Bevölkerung wieder vertrieben. Möglicherweise ging er nach Susdal.
Um 1010 wirkte er noch einmal unter Fürst Boris in Rostow. Nach dessen Tod musste er wieder die Stadt verlassen und ging erneut nach Susdal.
Vor 1024 starb er.